# Kweekreactor

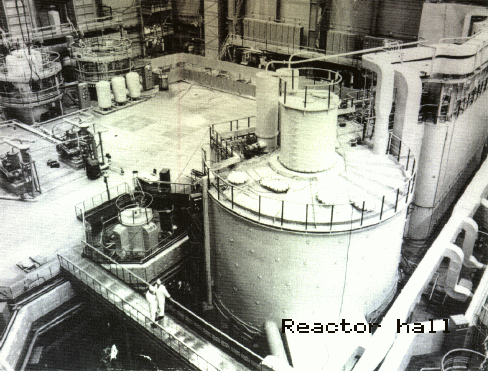
Reactorhal van de Sjevtsjenko BN-350 aan de Kaspische Zee

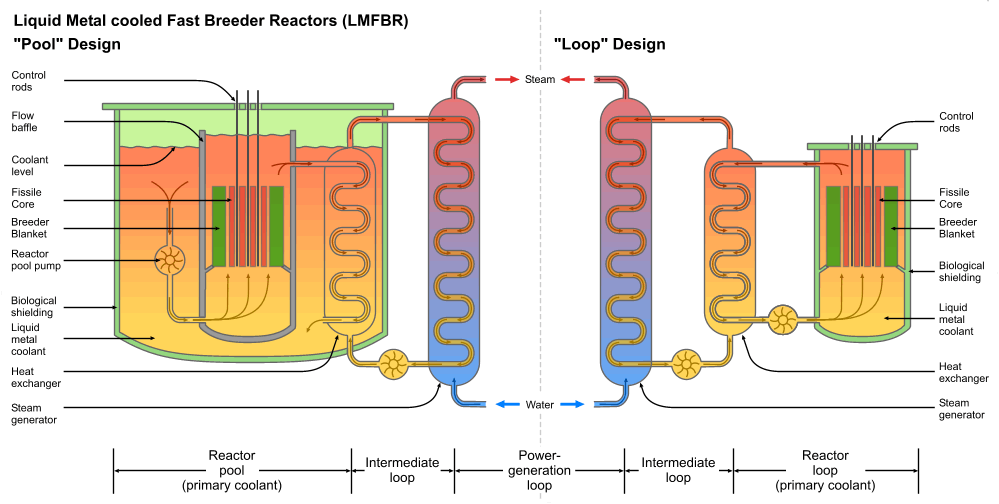
Schema van een pool-type (links) en een loop-type (rechts)

Een kweekreactor of broedreactor is een kernreactor die uit kernbrandstof kernenergie kan produceren, en via een speciaal reactorproces behalve warmte ook nieuw splijtmateriaal.

## Principe
Het natuurlijke uranium (dat maar voor een klein deel uit het splijtbare uranium-235 bestaat en voor een groot deel uit uranium-238) wordt door invangen van neutronen omgezet in plutonium-239 dat weer opnieuw gebruikt kan worden om energie op te wekken. Hierdoor wordt het mogelijk om de uit een gegeven hoeveelheid uranium winbare energie te vergroten. Een dergelijke reactor produceert meer splijtbaar materiaal dan hij verbruikt: er wordt nieuwe kernbrandstof "gekweekt". De bij de kernsplitsing vrijkomende neutronen mogen niet worden geremd, omdat alleen snelle neutronen met voldoende efficiëntie het plutonium produceren. 
Omdat water neutronen vertraagt moet in plaats daarvan een andere koelstof gebruikt worden, bijvoorbeeld helium of kooldioxide in gasgekoelde kweekreactoren, gesmolten fluoridezout in een gesmoltenzoutreactor of vloeibaar kwik of lood of lood/bismut of vloeibaar natrium of natrium/kalium in met vloeibaar metaal gekoelde kweekreactoren.
Vloeibaar natrium is het meest gebruikt. De kernreactie verwarmt dan vloeibaar natrium in plaats van water. Het vloeibaar natrium geeft in een warmtewisselaar de warmte door aan een secundaire natriumkring. Die secundaire natriumkring is nodig om te voorkomen dat bij een lek van de warmtewisselaar het radioactieve natrium van de primaire natriumkring reageert met water en explodeert, waardoor radioactief natrium in het milieu terecht zou komen. Die secundaire natriumkring wekt stoom op door water te verdampen. Die stoom drijft een stoomturbine aan, die verbonden is met de generator. Wanneer de stoom door de turbine is gestroomd, wordt die in de condensor gecondenseerd tot water dat opnieuw naar de warmtewisselaar wordt gepompt.
Er bestaan twee uitvoeringen. De oudste uitvoering in de BN-350-reactor is het loop-type waarbij de primaire koelkring en de secundaire koelkring los van elkaar staan. De nieuwere uitvoering in de BN-600-reactor is het pool-type, waarbij de reactor met de primaire kring en de secundaire kring zich in een gemeenschappelijk bad van gesmolten natrium bevinden.

## Geschiedenis
De oudste ontwerpen voor kweekreactoren dateren uit de Tweede Wereldoorlog. Na de oorlog heeft Kurt Diebner nog een waarschijnlijk uit de oorlog stammend Duits ontwerp gepatenteerd.
In Frankrijk is wel een grote kweekreactor opgestart, de Superphénix, maar deze is na verschillende storingen in 1998 gesloten om economische redenen.
De Phénix werkte tot 2009.

## Kweekreactors die nu in gebruik zijn
De grootste in gebruik zijnde kweekreactor is daardoor de Belojarsk (BN-600) in de Russische plaats Zaretsjny, die tevens de eerste commerciële kweekreactor was die in 1980 op het hoogspanningsnet aangesloten werd. Een nieuwe reactor (BN-800) is hier in aanbouw en er zijn voor de toekomst meer kweekreactoren in Rusland gepland.
In Japan te Tsuruga staat de Monju-centrale, die al sinds de opening in 1994 wordt geplaagd door veiligheidsproblemen en technische mankementen, en in totaal niet meer dan een jaar in bedrijf is geweest (waarvan slechts zeer korte tijd daadwerkelijk energie aan het net werd geleverd).

## Omstreden
Kweekreactors zijn om een aantal redenen omstreden.

### Veiligheid voor de omgeving
Kweekreactors zijn omstreden omdat ze gevoeliger zijn voor ongelukken dan conventionele kerncentrales. Dit komt onder andere door de zeer hoge temperatuur van de reactorkern en het zeer reactieve natrium dat voor de koeling gebruikt wordt.

### Kernwapens
Misschien nog wel belangrijker is dat in een kweekreactor plutonium ontstaat dat direct gebruikt kan worden voor de vervaardiging van kernwapens. Er is dan ook een aanzienlijke volksbeweging op gang gekomen tegen de bouw van dergelijke reactors. Door de vele protesten en de steeds alarmerender veiligheidsrapporten is de kweekreactor Kalkar nooit opgestart.